# Erodium chium
Erodium chium — вид рослин родини геранієві (Geraniaceae).

## Поширення
Населяє Середземномор'я: Південна Європа (Греція, Франція, Іспанія, Італія, Мальта, Португалія), Північна Африка (Алжир, Єгипет, Лівія, Марокко, Туніс), Західна Азія (Туреччина)